# 福州教育
福州教育始于西晋。8世纪的中唐时期，在李椅、常衮等人的推动之下，福州教育开始兴盛。五代的闽国更加重视福州的教育事业。到了宋代，福州的教育达到历史上第一个顶峰，朱熹十次来福州讲学，福州成为儒学闽学学派的重镇，在两宋共产生文状元8名，武状元6名，进士2247名，是一大科举名城。此后，重视文教的传统在福州从未间断。晚清是福州教育的又一个高峰期，一方面福州仍维持着科举大府的地位，另一方面，随着欧美传教士兴办教会学校以及洋务运动开办新学，福州成了中国近代新科技、新思想传播发展的要地，涌现出大批的清廷重臣、海军将领、著名文人以及教育家、科学家等。福州教育的兴盛在民国仍得到延续，并维持至今。据2008年统计，福州籍的两院院士达67人之多。

## 古代教育

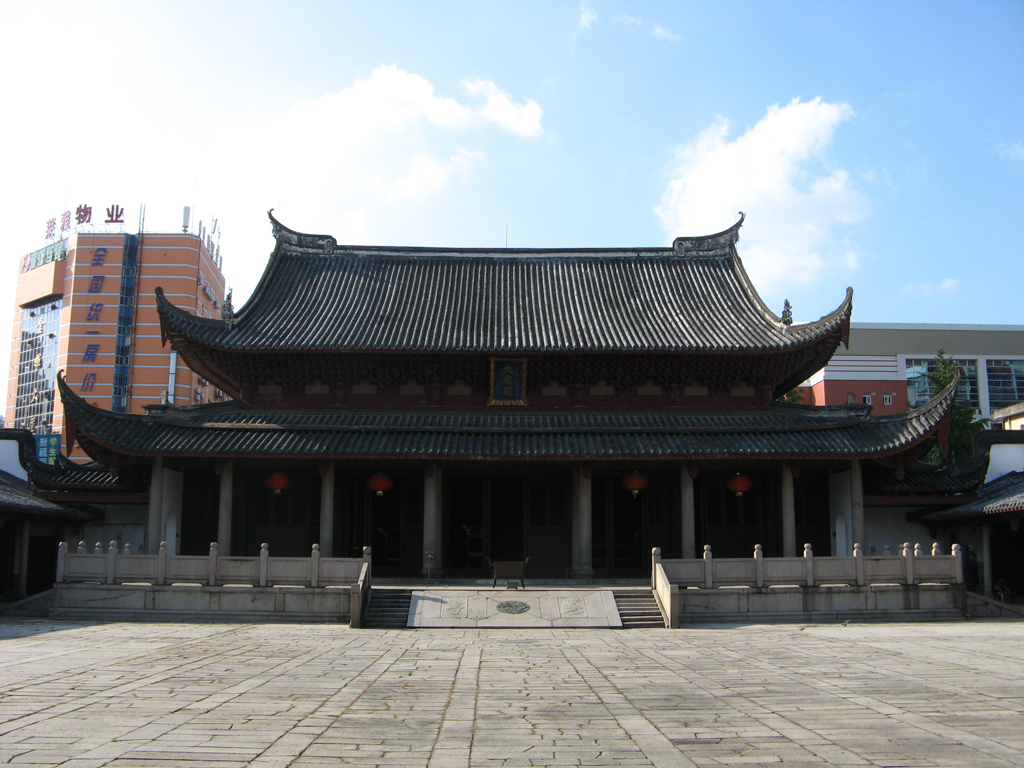
福州文庙，也是明清福州府学的所在地

古代福州官办的教育机构有府学（州学）、县学两级，此外还有大量的书院以及乡学、义学、学馆、私塾等教学机构。福州府学设于唐代开元年间，自北宋太平兴国以来都位于福州文庙内。宋代时，随着福建儒学的兴盛，作为福建政治经济文化中心的福州也达到了一个文教的黄金期，其时福州有三山书院、拙斋书院、濂江书院、竹林书院等书院，两宋时期一共出了文状元10名，武状元11名（若加上恩科状元，则有文状元18名，武状元12名），进士2247名，是全国的儒学重镇。经历了元代的消沉，明代福州的科举文教复兴，全福州府有20所书院，到清代又发展到23所。清代福州影响最大的四所书院分别是鳌峰书院、凤池书院、正谊书院、致用书院，被称为福州四大书院。

## 近现代教育
清末，随着福州的开埠，福州出现了创办新学的浪潮。1848年，美国基督教公理会在保福山（即吉祥山）教堂设立附属学塾，开启了福州教会学校的历史，促使福州成为中国最早兴办近代教育的城市之一，教会学校的创办，也使许多福州女性开始有了接受正规教育的机会。此后，文山女中、陶淑女中、华南女子中学、鹤龄英华书院等教会中等学校相继成立，影响不断扩大，教会学校的生源也由早期的社会中下层为主发展到民国时期的中上阶层为主。1866年福建船政学堂在福州创办，此外，实业学堂、法政学堂、师范学堂、军警学堂、中学堂、小学堂也陆续建立，而民办的外文私塾也应运而生。很多近现代的著名学者、官员和社会人士都毕业于这些教会学校或官办新学。
福州的新学和教会学校对传统的旧学堂造成巨大冲击，但旧学仍有一定的影响。
幼稚园也于清末在福州出现。

### 高等教育
福州高等教育始于1902年创建的全闽大学堂，到了清朝结束前夕的1911年，包括教会大学在内，福州有全闽高等学堂、福建优级师范学堂、福建官立法政学堂、华英女学堂、私立福建法政学堂5所高等学府。民国时期，福州高等教育继续发展，到了1949年，共有7所高等院校，分别是福建协和大学、华南女子大学、私立福建学院、福建省立医学院、福建省立农学院、国立福建音乐专科学校、福建省立师范专科学校。

### 專科教育
福州之專科教育始於大清同治五年（西元1866年）船政大臣沈葆禎於馬尾港所設的海軍學院，1867年改名為「船政學堂」，開展造船、航海教育。其後，多所學校亦開設專科教育，亦有不少專科學校開辦：1902年，開設「福建農桑總局蠶務學堂」（今之「福建农业职业技术学院」）、「福建武備學堂」；1907年，蒼霞精舍（今之「福建理工大學」）開設工科教育.......
1912年，民國肇始。在被1949年中國共產黨接管之前，福州亦有不少專科學校，專科教育成果豐碩：1937年成立「福建省立醫學專科學校」、1940年成立「福建省立農學專科學校」、「福建省立音樂專科學校」（1942年改國立，今「上海音樂學院」前身之一）、1941年成立「福建省立師範專科學校」。

## 当代教育
中共接管福州以后，于1950年至1952年对福州的中等学校和高等学校进行合并调整，撤销了所有私立学校和教会学校。鹤龄英华中学、私立华南女子高级中学和陶淑女中合并为福州第二中学，后改为福建师大附中；文山女中并入福州八中；格致中学并入福州五中。1951年，华南女子文理学院、私立福建协和大学等校合并为福州大学，1953年复名福建师范学院，1972年复办后改名福建师范大学。1958年福州大学在福州创办。福建农学院于1983年迁回福州，2000年和福建林学院合并为福建农林大学。根据21世纪初的统计，福州市有高等院校一共31所，学生共计135239人。

### 高等教育
- 公办本科院校：福州大学、福建师范大学、福建农林大学、福建医科大学、福建中医药大学、福建理工大学、福建警察学院、福建江夏学院、福建商学院、福建技术师范学院、闽江学院、中国科学院大学福建学院、天津大学福州国际联合学院
- 民办本科院校：福州外语外贸学院、福州理工学院、福州工商学院、阳光学院、福耀科技大學
- 民办本科独立学院：福州大学至诚学院、福建师范大学协和学院、福建农林大学金山学院
- 公办专科院校：福建幼儿师范高等专科学校、闽江师范高等专科学校、福建信息职业技术学院、福建农业职业技术学院、福建卫生职业技术学院、福建生物工程职业技术学院、福建体育职业技术学院、福州职业技术学院、福建船政交通职业学院、福建艺术职业学院、福建水利电力职业技术学院福州校区
- 民办专科院校：福州科技职业技术学院、福州软件职业技术学院、福州黎明职业技术学院、福建华南女子职业学院、福州英华职业学院、福州墨尔本理工职业学院（中外合作办学）
- 成人高等学校：福建开放大学、福建教育学院

### 中等教育
- 福州市省一级达标高中名单：福州一中、福建师大附中、福州二中、福州三中、福州四中、福州格致中学、福州八中、福州高级中学、福州屏东中学、福州外国语学校、福州十八中、福州金山中学、福州华侨中学、 福州十一中、福州七中、马尾一中、长乐一中、长乐华侨中学、福清一中、福清华侨中学、福清二中、 福清三中、福建师大附属福清德旺中学、闽侯一中、连江一中、连江尚德中学、连江黄如论中学、闽清一中、罗源一中、永泰一中